# Dominika Nestarcová
Dominika Nestarcová (* 12. Dezember 1984 in Bratislava) ist eine slowakische Beachvolleyballspielerin.

## Karriere
Nestarcová begann ihre Beachvolleyball-Karriere 2006 mit Lucia Michalovičová. Bei der U23-Europameisterschaft in St. Pölten wurde sie Neunte. 2008 spielten Nestarcová/Michalovičová einige Turniere der CEV-Serie. 2009 gewann Nestarcová mit ihrer heutigen Partnerin Natália Dubovcová die nationale Meisterschaft. International trat das neue Duo erstmals bei den Masters-Turnieren in Gran Canaria und Berlin auf. Kurz darauf folgten die ersten Open-Turniere in Stare Jabłonki und Den Haag. 2010 verteidigten Dubovcová/Nestarcová erfolgreich ihren Titel als slowakischer Meister. Außerdem bestritten sie ihre ersten Grand Slams in Moskau und Klagenfurt. Im folgenden Jahr waren sie regelmäßig bei dieser Turnierserie vertreten. 2012 qualifizierten sich Dubovcová/Nestarcová erstmals für die „große“ Europameisterschaft in Scheveningen und wurden Neunte. Bei der WM in Stare Jabłonki erreichten sie das Achtelfinale, wo sie gegen die Deutschen Borger/Büthe ausschieden und Platz neun belegten. Die EM in Klagenfurt endete für sie in der ersten KO-Runde gegen Brzostek/Kołosińska. Bei der EM 2014 in Cagliari mussten sie sich im Achtelfinale erneut Borger/Büthe geschlagen geben. Auf der World Tour gewannen sie nach einem neunten Rang in Berlin als Dritte in Stavanger und Long Beach ihre ersten Medaillen. Weitere Top-Ten-Ergebnisse schafften sie bei World Tour 2015 als Neunte der Prag Open und des Stavanger Majors sowie Fünfte des Grand Slams in Moskau. Bei der WM 2015 in den Niederlanden kam das Aus in der ersten Hauptrunde gegen Humana-Paredes/Pischke. Anschließend verpassten sie bei der EM in Klagenfurt nur knapp eine Medaille, als sie das Spiel um Bronze gegen Brzostek/Kołosińska verloren.
Auf der World Tour 2016 wurden Dubovcová/Nestarcová unter anderem Neunte der Open-Turniere in Vitória und Antalya. Bei der EM in Biel/Bienne unterlagen sie im Achtelfinale dem deutschen Duo Laboureur/Sude. Zwei Wochen später wurden sie Dritte des Grand Slams in Olsztyn. Danach trennten sie die beiden Slowakinnen. 2017 beendete Nestarcová ihre Beachvolleyball-Karriere.

## Privates
2019 wurde Nestarcová Mutter von Zwillingen.